# روجر هيل شيف
السير روجر هيل شيف (15 يوليو 1763 - 17 يوليو 1851) هو نائب حاكم كندا العليا (أونتاريو حالياً) وجنرال في الجيش البريطاني، أمريكي المولد، حيث ولد في بوسطن، ماساتشوستس، الولايات المتحدة، قبل 12 عام من حرب الإستقلال. كان والده وليام شيف (William Sheaffe) صاحب أملاك في لينكونشير، إنكلترا، الإمبراطورية البريطانية، إلا أنه هاجر إلى بوسطن، وشاركَ في تأسيس كنيسة الثالوث (Trinity Church) في 1733، وتخرجَ من جامعة هارفارد، ثم عمل جامعاً للمكوس.

## حياته
توفي والده مفلساً وهو في الثامنة من عمره، فقامت والدته بافتتاح فندق صغير (boarding house)، لتستطيع إعالة أطفالها العشرة. تلقى تعليمه في مدرسة لاتينية في بوسطن مع ابن عمه السير إسحق كوفين (Sir Isaac Coffin). أحد المقيمين في الفندق كان اللورد بيرسي (Lord Percy) الذي أصبح فيما بعد الدوق الثاني لنورثمبرلاند (Lieutenant-General Hugh Percy, 2nd Duke of Northumberland)، وقائداً عاماً للقوات البريطانية في بوسطن خلال حرب الاستقلال، اللورد بيرسي ساعد شيف في دخول الأكاديمية العسكرية في لندن، من ثم اشترى له رتبة حامل الراية (Ensign) في 1778، والتي كانت خطوة مهمة في دخول الحياة العسكرية في ذلك الوقت، ثم رتبة ملازم أول (Lieutenant) في 1780، أصبح اللورد بيرسي صديق عائلة شيف للأبد. خدم شيف في آيرلندا من 1781 إلى 1787، وفي كندا من 1787 إلى 1797، في 1798 أصبح مقدماً (Lieutenant-Colonel) في الفوج التاسع والأربعين (The 49th Regiment)، مع هذا الفوج حارب في هولندا من أغسطس إلى نوفمبر من عام 1799، وبحر البلطيق من مارس إلى يوليو من عام 1801 قبل أن يعود إلى كندا في 1802، في 1803 أصبح مساعداً للميجر جنرال بروك، تم منحه إجازة قصيرة من أكتوبر 1811 إلى يوليو 1812 ليقضيها في إنكلترا، إلا أنه آثر البقاء في كندا.

## حرب 1812
بعد الهجوم غير المتوقع للقوات الأمريكية في صباح الثالث عشر من أكتوبر من عام 1812 على كندا العليا، فيما أطلق عليه معركة مرتفعات كوينزتون، والتي قتل فيها الميجر جنرال بروك، تقررَ إرسال الميجر جنرال شيف لتولي قيادة القوات المدافعة، وبعد وصوله في الساعة الثانية من بعد ظهر نفس اليوم مع قوات إضافية، أمر بالالتفاف حول مرتفعات كوينزتون للاحتماء من المدفعية الأمريكية، وباغتَ القوات الأمريكية المهاجمة التي كان يقودها الميجر جنرال ستيفن فان رينسيلار، بعد أن رأى رينسيلار أن الأوضاع بدأت تنقلب، طالب بقوات إضافية، وفعلاً، حضرت القوات، إلا أنها كانت قوات مرتبكة وقليلة الخبرة فلم تجرؤ على عبور نهر نياجارا حيث المعركة، فأضطرت القيادة الأمريكية إلى إصدار أمر الانسحاب، فتحول نصر القوات الأمريكية إلى هزيمة.

## ترقيته
في عام 1813 تم إستدعاؤه إلى بريطانيا، ومُنِحَ لقب بارونيت أول (1st Baronet) لمجهوده في معركة مرتفعات كوينزتون. في 1821 تمت ترقيته إلى رتبة لفتنانت جنرال (Lieutenant-General)، وفي 1835 نال رتبة جنرال كامل (General). بعد تقاعده انتقل إلى إدنبرة، اسكتلندا، وتوفي هناك في 17 يوليو 1851.